# Кларксвілл (Огайо)
Кларксвілл (англ. Clarksville) — селище (англ. village) в США, в окрузі Клінтон штату Огайо. Населення — 534 особи (2020).

## Географія
Кларксвілл розташований за координатами 39°24′8″ пн. ш. 83°59′6″ зх. д. / 39.40222° пн. ш. 83.98500° зх. д. (39.402324, -83.985122).  За даними Бюро перепису населення США в 2010 році селище мало площу 1,28 км², з яких 1,20 км² — суходіл та 0,08 км² — водойми.

## Демографія
Згідно з переписом 2010 року, у селищі мешкало 548 осіб у 204 домогосподарствах у складі 145 родин. Густота населення становила 430 осіб/км².  Було 238 помешкань (187/км²).
Расовий склад населення:
| - 96,0 % — білих - 2,2 % — азіатів - 0,2 % — корінних американців |

До двох чи більше рас належало 0,7 %. Частка іспаномовних становила 0,9 % від усіх жителів.
За віковим діапазоном населення розподілялося таким чином: 31,4 % — особи молодші 18 років, 61,3 % — особи у віці 18—64 років, 7,3 % — особи у віці 65 років та старші. Медіана віку мешканця становила 31,5 року. На 100 осіб жіночої статі у селищі припадало 105,2 чоловіків;  на 100 жінок у віці від 18 років та старших — 93,8 чоловіків також старших 18 років.
Середній дохід на одне домашнє господарство  становив 52 192 долари США (медіана — 44 375), а середній дохід на одну сім'ю — 47 836 доларів (медіана — 48 068). Медіана доходів становила 45 227 доларів для чоловіків та 33 000 доларів для жінок. За межею бідності перебувало 31,9 % осіб, у тому числі 47,0 % дітей у віці до 18 років та 4,3 % осіб у віці 65 років та старших.
Цивільне працевлаштоване населення становило 243 особи. Основні галузі зайнятості: науковці, спеціалісти, менеджери — 18,1 %, освіта, охорона здоров'я та соціальна допомога — 16,5 %, транспорт — 15,6 %, роздрібна торгівля — 15,6 %.